# Jaroslav Peregrin
Jaroslav Peregrin  (*28. ledna 1957 Hradec Králové) je český logik a analytický filosof, jedním z průkopníků propagace analytické filosofie a filosofie jazyka v českém prostředí. Působí v Akademii věd, na FF UK a na Univerzitě v Hradci Králové. Zabývá se mj. Wittgensteinem či W. V. Quinem, kterého též překládal; rozvíjí pozice inferencialismu Roberta Brandoma. Zasluhuje se o popularizaci filozofie v České republice, např. v rámci spolupráce s nakladatelstvím Nová beseda, do jehož edice Co je nového přispěl svým titulem Co je nového v logice.

## Literární dílo

### Dílo
- Úvod do analytické filosofie. Herrmann & synové, Praha, 1992.
- Úvod do teoretické sémantiky. Masarykova univerzita, Brno, 1994.
- Doing Worlds with Words. Kluwer, Dordrecht, 1995.
- Co je analytický výrok? Oikoymenh, Praha, 1995.
- Význam a struktura. Oikoymenh, Praha, 2000.
- Meaning and Structure. Aldershot, Ashgate, 2001.
- Filosofie a jazyk.Triton, Praha, 2003.
- Logika a logiky. Academia, Praha, 2004.
- Kapitoly z analytické filosofie. Filosofia, Praha, 2005.
- Logika 20. století: mezi filosofií a matematikou. Filosofia, Praha, 2006.
- Filosofie pro normální lidi. Dokořán, Praha, 2008.
- Člověk a pravidla. Dokořán, Praha, 2011.
- Jak jsme zkonstruovali svou vlastní mysl. Dokořán, Praha, 2014.
- Co je nového v logice. Nová beseda, Praha, 2018.[1]
- Philosophy of logical systems, Routledge, New York, 2019.
- Člověk v zrcadle teorie her, Dokořán, Praha, 2021.
- Člověk jako normativní tvor, Academia, Praha, 2022.
- Normative Species: How Naturalized Inferentialism Explains Us, Routledge, New York, 2023.

### Spoluautorství
- Od jazyka k logice. Academia, Praha, 2009. (s Vladimírem Svobodou)
- Intelektuál ve veřejném prostoru. Academia, Praha, 2012. (kolektiv autorů: Václav Cílek, Stanislav Komárek, Jiřina Šiklová, Jiří Pehe, Karel Hvížďala, Tomáš Sedláček, Petr Hlaváček, Václav Bělohradský, David Storch, Pavel Barša Jan Sokol, Jaroslav Peregrin, Václav Hořejší, Petr Fischer, Miloslav Petrusek, Petr Pithart, Milena Bartlová, Jacques Rupnik, Roman Joch, Antonín Kostlán, Michal Stehlík, Břetislav Horyna, Olga Lomová, Martin Potůček, Vladimíra Dvořáková, Stanislav Štech, Mikuláš Lobkowicz, Ondřej Šteffl)
- Filosofie logiky. Filosofia, Praha, 2017. (s Martou Vlasákovou)

### Sborníky
- Obrat k jazyku: Druhé kolo - (Postanalytická filosofie USA). Filosofia, Praha, 1998.